# توم برايس (سياسي)
توم برايس (بالإنجليزية: Tom Price )‏ (و. 1954  م) هو سياسي، وأستاذ جامعي، وجراح أمريكي، ولد في لانسنغ، هو عضوٌ في الحزب الجمهوري.

## مناصب
تولى منصب وزير الصحة والخدمات الإنسانية الأمريكي (10 فبراير 2017–29 سبتمبر 2017)، وعضو مجلس النواب الأمريكي (3 يناير 2017–10 فبراير 2017)، وعضو مجلس النواب الأمريكي (6 يناير 2015–3 يناير 2017)، وعضو مجلس النواب الأمريكي (3 يناير 2013–3 يناير 2015)، وعضو مجلس النواب الأمريكي (5 يناير 2011–3 يناير 2013)، وعضو مجلس النواب الأمريكي (6 يناير 2009–3 يناير 2011)، وعضو مجلس النواب الأمريكي (4 يناير 2007–3 يناير 2009)، وعضو مجلس النواب الأمريكي (4 يناير 2005–3 يناير 2007)، وعضو مجلس ولاية جورجيا (1997–2004)، وعضو مجلس النواب الأمريكي.

## التعليم
تعلم في University of Michigan Medical School ‏، وتحصل منها على دكتور في الطب (حتى 1979)، وجامعة ميشيغان، وتحصل منها على بكالوريوس في الفنون (حتى 1976)، والمدرسة الثانوية ديربورن (حتى 1972)، وجامعة إيموري.